# 1971 (film uit 2014)
1971 is een Amerikaanse documentaire uit 2014 over de inbraak in een FBI-kantoor in Media, Pennsylvania, in 1971. De film ging in 2014 in première.

## Verhaal
Op 8 maart 1971 breken acht gewone burgers, die zichzelf Citizens' Commission to Investigate the FBI (burger-onderzoekscommissie van de FBI) noemen, in op het FBI-kantoor in Media, Pennsylvania. Alle dossiers worden meegenomen. De inhoud, die anoniem wordt verspreid onder verschillende nieuwsredacties, toont duidelijk aan dat Amerikaanse burgers door de FBI in de gaten worden gehouden.
De markantste ontdekking was die van COINTELPRO, een controversieel, geheim en illegaal spionageprogramma onder leiding van de legendarische directeur J. Edgar Hoover, gericht op het observeren, infiltreren, in diskrediet brengen en verstoren van binnenlandse politieke organisaties in de VS. Ondanks een massale klopjacht werden de inbrekers nooit gevat. Bovendien hebben zij zich tot op vandaag ook niet bekendgemaakt. In deze documentaire worden hun acties uit de doeken gedaan.

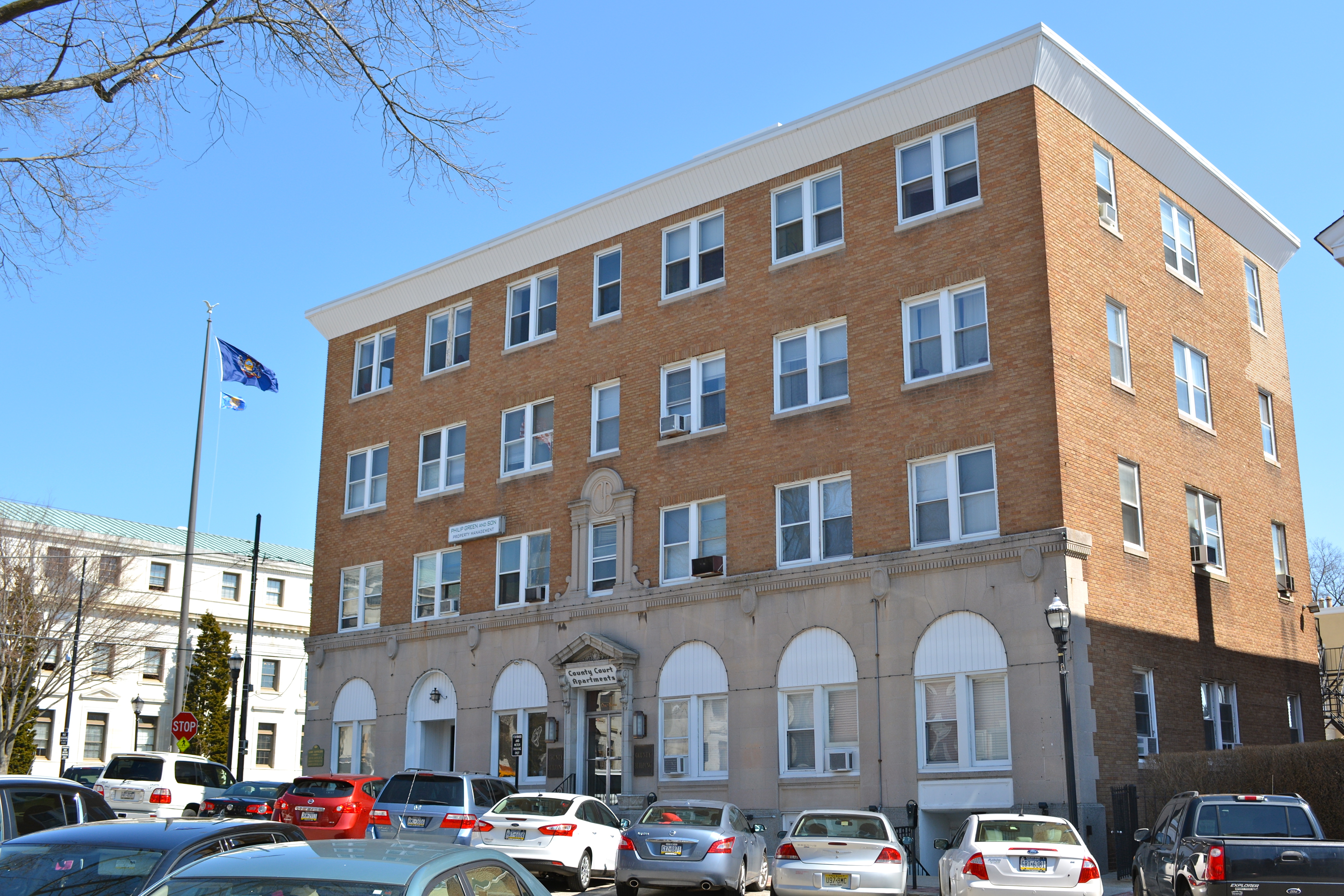
Het voormalige FBI-kantoor in Media te Pennsylvania.